# Фаддеева, Вера Николаевна
Ве́ра Никола́евна Фадде́ева (урождённая Замя́тина, 7 (20) сентября 1906, Тамбов — 15 октября 1983, Ленинград) — советский математик, специалист по линейной алгебре, лауреат Государственной премии СССР.

## Биография
Родилась в семье фабриканта Николая Замятина, родственника писателя Евгения Замятина.
В 1923 году окончила школу повышенного типа. В 1925 году поступила в Ленинградский государственный педагогический институт, в январе 1927 года перевелась в Ленинградский государственный университет, который окончила в 1930 году.
В том же году вступила в брак с математиком Дмитрием Фаддеевым (дети: Мария (р. 6 октября 1931) — химик, Людвиг (10 марта 1934 — 26 февраля 2017) — математик и физик, Михаил (28 июня 1937 — 30 сентября 1992) — математик и физик).
В 1930 году работала в Главной палате мер и весов, в 1930—1933 годах — ассистентом в Гидротехническом институте, в 1933—1934 годах — младшим научным сотрудником в Сейсмологическом институте АН СССР, в 1935—1938 годах — младшим научным сотрудником Института сооружений (под руководством Бориса Галёркина). В 1938—1941 годах училась в аспирантуре Ленинградского государственного педагогического института. С 1942 года до конца жизни была сотрудником Ленинградского отделения Математического института (в 1942—1944 в эвакуации в Казани).
Была награждена медалями «За трудовую доблесть», «За доблестный труд в Великой Отечественной войне», «За оборону Ленинграда».
В 1946 году защитила кандидатскую диссертацию в Ленинградском государственном университете. С 1951 года была заведующей лабораторией приближённых вычислений Ленинградского отделения Математического института.
В 1981 году вместе со своим мужем Дмитрием Фаддеевым была удостоена Государственной премии СССР за цикл работ по вычислительным методам линейной алгебры, опубликованных в 1950—1977 годах. 
Автор функции Фаддеевой.
В 1983 году скончалась. Похоронена на Комаровском кладбище.

## Монографии
- Фаддеева В. Н., Кузнецов Ю. А., Грекова Г. Н., Долженкова Т. А. Вычислительные методы линейной алгебры. Библиографический указатель 1828—1974 годов. — Новосибирск, 1976. — 418 с.
- Фаддеева В. Н., Икрамов Х. Д., Мейник Е. А., Фурса Т. Г. Вычислительные методы линейной алгебры. Библиографический указатель 1975—1980 годов. — Л.: ЛОМИ АН СССР. — 344 с.
- Фаддеева В. Н., Ерёмин А. Ю., Колотилина Л. Ю., Мейник Е. А. Вычислительные методы линейной алгебры. Библиографический указатель 1981—1984 годов. — Л.: Наука, 1986. — 480 с.